# Cory Gunz
Cory Gunz, właściwe Cory Pankey (ur. 22 czerwca 1987 na Bronksie w Nowym Jorku) – amerykański raper, jest synem rapera Petera Gunza. W przeszłości miał podpisany kontrakt z Tommym Mottolą w Universal/Motown. Gunz aktualnie ma kontrakt z After Platinum Records/Young Money Ent/CMB/Universal Records.
Niedawno Gunz dołączył do Island Def Jam Music Group z pomocą Jaya-Z. Wystąpił gościnnie w utworze do remixu „If It’s Lovin’ That You Want” Rihanny. Nagrał również zwrotkę do pierwszego singla pt. „Six foot Seven Foot” do najnowszej płyty Lila Wayne’a, Tha Carter IV.

## Dyskografia

### Albumy studyjne
- 2011: The Commencement[4]

### Mixtape'y
- The Apprentice. mixtape vol 1 (2005)
- The Apprentice Mixtape Volume 2 (2005)
- The Apprentice 3 - Season Finale (2006)
- Cory Gunz– The Best Kept Secret
- Youngest in Charge (z Square Off) (2009)
- Heir To The Throne: Gangsta Grillz (z DJ-em Dramą) (2009)
- Cory Gunz: Son of a Gun mixtape (z DJ-em Dramą) 2010